# Grimstads kommun
Grimstads kommun (norska: Grimstad kommune) är en kommun i Agder fylke, på Sørlandet i södra Norge. Kommunens centralort är staden Grimstad, där det bland annat finns ett Ibsenmuseum.

## Administrativ historik
Den 6 juni 1816 beviljade kung Karl III Johan Grimstad stadsrättigheter.
1878 överfördes ett område med 948 invånare från Fjære kommun till Grimstads kommun. 1960 överfördes ytterligare ett område med 344 invånare från Fjære kommun. Grimstads kommun växte ytterligare 1971 då resten av Fjære kommun slogs samman med Grimstads och Landviks kommuner. Grimstad växte då från 2 794 till 11 764 invånare.

## Tätorter
I Grimstads kommun finns fyra tätorter:
- Arendal (del av)
- Grimstad (centralort)
- Jortveit
- Rykene  (del av)

Orten Fevik har tidigare räknats som en egen tätort men räknas numera som en del av tätorten Arendal.

## Socknar
Inom Norska kyrkan är Grimstads kommun indelad i fyra socknar:
- Eide socken
- Fjære socken
- Grimstads socken
- Landviks socken

Socknarna ingår i Vest-Nedenes prosteri i Agder og Telemarks stift.